# 応神御陵前駅
応神御陵前駅（おうじんごりょうまええき）は、かつて大阪府南河内郡道明寺村（現・藤井寺市）にあった、近畿日本鉄道（近鉄）南大阪線の鉄道駅（廃駅）である。

## 歴史

### 年表
- 1924年（大正13年）6月1日：大阪鉄道の御陵前駅として開業。
- 1933年（昭和8年）4月1日：応神御陵前駅に改称。
- 1943年（昭和18年）2月1日：関西急行鉄道が大阪鉄道を合併。関西急行鉄道の駅となる。
- 1944年（昭和19年）6月1日：戦時統合により関西急行鉄道が南海鉄道（現在の南海電気鉄道の前身。後に再独立）と合併。近畿日本鉄道の駅となる。
- 1945年（昭和20年）6月1日：河堀口駅・誉田八幡駅・橿原神宮西口駅と共に休止[1]。
- 1974年（昭和49年）7月20日：誉田八幡駅・（臨）屯鶴峰駅と共に廃止。

### 駅名の由来
駅の南にある応神天皇陵より。

## 隣の駅
近畿日本鉄道
■南大阪線
藤井寺駅 - 応神御陵前駅 - 土師ノ里駅